# Кукою
Кукою (рум. Cucoiu) — село у повіті Вилча в Румунії. Входить до складу комуни Тітешть.
Село розташоване на відстані 172 км на північний захід від Бухареста, 33 км на північ від Римніку-Вилчі, 128 км на північ від Крайови, 99 км на захід від Брашова.

## Населення
За даними перепису населення 2002 року у селі проживали 195 осіб, усі — румуни. Усі жителі села рідною мовою назвали румунську.